# Урал М-66
Урал-3 модели М-66 — советский тяжёлый мотоцикл с коляской. Выпускался Ирбитским мотоциклетным заводом (ИМЗ «Урал») с 1971 по 1975 годы.

## История создания и конструкция
М-66 стал продолжением модельного ряда мотоциклов Урал, сменив М-63.
Первый М-66 был выпущен в 1971 году на Ирбитском мотоциклетном заводе.
В конструкцию данной модели были внесены значительные изменения, по сравнению с предыдущей моделью М-63:
Был усовершенствован двигатель. Его мощность повысилась с 28 л.с. до 32 л.с.
Повысилась степень сжатия с 6,2 до 7.
Была повышена надежность и долговечность коленчатого вала: усилены шатунная шейка и нижняя головка шатуна;
В систему смазки введен полнопоточный бумажный фильтр и воздухоочиститель с бумажным элементом;
Перья передней вилки были сделаны из труб увеличенного диаметра.
В соединении выпускной трубы с глушителем, была добавлена накидная гайка с асбестовым шнуром для создания герметичности.
Изменена конструкция рамы, передней вилки, форма бака и руля.
Так же, на мотоцикл установили указатели поворотов и новые фонари.

## Техническая характеристика мотоцикла «Урал-3» модели М-66
Габаритные размеры в мм
- Длина: 2420
- Ширина: 1640
- Высота: 1100
- База мотоцикла (расстояние между осями колес): 1100
- Дорожный просвет при полной нагрузке и нормальном давлении в шинах: 150
- Максимальная скорость, км/ч: 105
- Масса, кг: 320
- Максимальная нагрузка, кг: 255

Двигатель
Тип двигателя: двухцилиндровый, четырёхтактный, карбюраторный, оппозитный, с воздушным охлаждением
Расход топлива на 100 км пути, л: 5.8